# Igornay
Igornay és un municipi francès, situat al departament de Saona i Loira i a la regió de Borgonya - Franc Comtat. L'any 2007 tenia 502 habitants.

## Demografia

### Població
El 2007 la població de fet d'Igornay era de 502 persones. Hi havia 208 famílies, de les quals 52 eren unipersonals (28 homes vivint sols i 24 dones vivint soles), 84 parelles sense fills, 64 parelles amb fills i 8 famílies monoparentals amb fills.
La població ha evolucionat segons el següent gràfic:
Habitants censats

### Habitatges
El 2007 hi havia 269 habitatges, 215 eren l'habitatge principal de la família, 46 eren segones residències i 9 estaven desocupats. 268 eren cases i 1 era un apartament. Dels 215 habitatges principals, 194 estaven ocupats pels seus propietaris, 17 estaven llogats i ocupats pels llogaters i 4 estaven cedits a títol gratuït; 2 tenien una cambra, 19 en tenien dues, 37 en tenien tres, 66 en tenien quatre i 91 en tenien cinc o més. 144 habitatges disposaven pel capbaix d'una plaça de pàrquing. A 91 habitatges hi havia un automòbil i a 97 n'hi havia dos o més.

### Piràmide de població
La piràmide de població per edats i sexe el 2009 era:
| Homes | Edats   | Dones |
| ----- | ------- | ----- |
| 0     | 95 o +  | 0     |
| 4     | 90 a 94 | 0     |
| 0     | 85 a 89 | 4     |
| 4     | 80 a 84 | 4     |
| 4     | 75 a 79 | 28    |
| 16    | 70 a 74 | 4     |
| 12    | 65 a 69 | 20    |
| 12    | 60 a 64 | 12    |
| 8     | 55 a 59 | 0     |
| 20    | 50 a 54 | 12    |
| 48    | 45 a 49 | 40    |
| 12    | 40 a 44 | 24    |
| 20    | 35 a 39 | 20    |
| 12    | 30 a 34 | 8     |
| 12    | 25 a 29 | 0     |
| 32    | 20 a 24 | 8     |
| 32    | 15 a 19 | 20    |
| 20    | 10 a 14 | 24    |
| 12    | 5 a 9   | 16    |
| 4     | 0 a 4   | 4     |

## Economia
El 2007 la població en edat de treballar era de 313 persones, 217 eren actives i 96 eren inactives. De les 217 persones actives 207 estaven ocupades (119 homes i 88 dones) i 10 estaven aturades (3 homes i 7 dones). De les 96 persones inactives 43 estaven jubilades, 17 estaven estudiant i 36 estaven classificades com a «altres inactius».

### Ingressos
El 2009 a Igornay hi havia 222 unitats fiscals que integraven 521 persones, la mediana anual d'ingressos fiscals per persona era de 15.925 €.

### Activitats econòmiques
Dels 9 establiments que hi havia el 2007, 1 era d'una empresa alimentària, 1 d'una empresa de fabricació d'altres productes industrials, 3 d'empreses de construcció, 2 d'empreses de comerç i reparació d'automòbils, 1 d'una empresa d'hostatgeria i restauració i 1 d'una empresa de serveis.
Dels 3 establiments de servei als particulars que hi havia el 2009, 2 eren fusteries i 1 lampisteria.
Dels 2 establiments comercials que hi havia el 2009, 1 era una botiga de més de 120 m² i 1 una botiga de menys de 120 m².
L'any 2000 a Igornay hi havia 13 explotacions agrícoles que ocupaven un total de 462 hectàrees.

## Equipaments sanitaris i escolars
El 2009 hi havia una escola elemental.

## Poblacions més properes
El següent diagrama mostra les poblacions més properes.